# Binjamin Arditi
Binjamin Arditi (hebrejsky: בנימין ארדיטי, žil 1. července 1897 – 20. května 1981) byl izraelský politik a poslanec Knesetu za strany Cherut a Gachal.

## Biografie
Narodil se ve Vídni v tehdejším Rakousku-Uhersku (dnes Rakousko). Vystudoval střední školu v Sofii v Bulharsku. V roce 1949 přesídlil do Izraele.

## Politická dráha
V letech 1917–1923 byl členem ústředního výboru sionistické organizace v Bulharsku a předsedou sionistické organizace v Sofii. V roce 1925 utvořil první skupinu sionistických revizionistů v Bulharsku. V letech 1925–1935 byl předsedou exekutivy revizionistické organizace v Bulharsku. V roce 1944 byl zatčen bulharskými úřady pro ilegální sionistické aktivity. Znovu ho pak zatkly komunistické bulharské úřady v roce 1946 kvůli jeho podpoře emigraci do Izraele. Od roku 1949 byl členem strany Cherut. Od roku 1951 zasedal ve vedení Svazu sefardů v Izraeli.
V izraelském parlamentu zasedl poprvé po volbách v roce 1955, do nichž šel za Cherut. Byl členem výboru pro veřejné služby. Za Cherut uspěl také ve volbách v roce 1959. Byl opět členem výboru pro veřejné služby. V parlamentu se objevil i po volbách v roce 1961, kdy kandidoval opět za Cherut a kdy usedl do výboru pro veřejné služby a výboru pro záležitosti vnitra. Během funkčního období přešel spolu se stranou Cherut do nové pravicové strany Gachal.